# إيسيدرو دياز غونزاليس
إيسيدرو دياز غونزاليس (بالإسبانية: Isidro Díaz)‏ (24 مايو 1954 بخيميالكون في إسبانيا - ) هو لاعب كرة قدم إسباني في مركز الهجوم. لعب مع راسينغ سانتاندير وريال مدريد.

## وصلات خارجية
- إيسيدرو دياز غونزاليس على موقع قاعدة بيانات كرة القدم.إي يو (الإنجليزية)
- إيسيدرو دياز غونزاليس على موقع عالم كرة القدم.نت (الإنجليزية)